# Odontotrypes gogona
Odontotrypes gogona är en skalbaggsart som beskrevs av Kral, Karl Franz Josef Malý och Schneider 2001. Odontotrypes gogona ingår i släktet Odontotrypes och familjen tordyvlar. Inga underarter finns listade i Catalogue of Life.